# Hachinohe

Hachinohe (八戸市 Hachinohe-shi?) este un municipiu din Japonia, prefectura Aomori.